# James Lauf
James George „Jimmy“ Lauf (* 1. November 1927 in Baltimore) ist ein ehemaliger US-amerikanischer Radrennfahrer.

## Sportliche Laufbahn
Lauf war im Bahnradsport und im Straßenradsport aktiv. Er war Teilnehmer der Olympischen Sommerspiele 1952 in Helsinki. Er startete in der Mannschaftsverfolgung. Die US-amerikanische Mannschaft mit Steve Hromjak, James Lauf, Thomas Montemage und Donald Thomas Sheldon wurde auf dem 18. Rang klassiert.
Lauf gewann 1949 die nationale Meisterschaft im Straßenrennen der Amateure. 1947 war er Dritter geworden. Lauf fuhr einige Jahre in Europa Rennen und lebte dort mit seiner Frau in Belgien. Beide verdienten durch Auftritte als Musiker ihren Lebensunterhalt.